# Años 1080
Los años 1080 o década del 1080 empezó el 1 de enero del 1080 y terminó el 31 de diciembre del 1089.

## Acontecimientos
- Víctor III sucede a Gregorio VII como papa en el año 1083.
- Urbano II sucede a Víctor II como papa en el año 1088.
- Batalla de Morella